# Adolph Johns
Adolph Johns (* 22. September 1809 in Hamburg; † 1. Dezember 1860 in Funchal auf Madeira) war ein Hamburger Kaufmann.

## Leben
Adolph Johns war ein Sohn des Hamburger Kaufmanns C. J. Johns und Bruder von Eduard Johns und Rudolph Johns. Er übernahm am 31. Dezember 1838 das Geschäft seines Vaters, das er in C. J. Johns Söhne umbenannte. Sein Bruder Eduard wurde am 1. Juli 1842 Teilhaber. Infolge der Wirtschaftskrise von 1857 wurde die Firma liquidiert und Johns gründete am 30. Januar 1858 ein neues Geschäft unter der Firma Adolph Johns.
Johns gehörte 1840 dem Komitee an, das sich für die Erstellung einer Eisenbahnverbindung zwischen Hamburg und Berlin einsetzte. Ehrenamtlich engagierte er sich in der Hamburger St. Nikolaikirche. Dort war Johns 1843 und 1844 Adjunkt, 1845 bis 1858 Hundertachtziger sowie 1859 und 1860 Sechziger. Außerdem war er 1845 Provisor des Waisenhauses, 1846 bis 1852 Handelsrichter und 1853 bis 1855 Militärkommissar. Johns war von Dezember 1855 bis September 1860 Mitglied des Kommerziums. In dieser Eigenschaft wurde er 1856 in die Zoll- und Akzisedeputation, 1859 und 1860 in die Schifffahrt- und Hafendeputation sowie 1860 in die Deputation für das Auswandererwesen entsandt. Er war von 1856 bis 1860 Mitglied der Maklerordnung.
Johns gehörte 1859 und 1860 der Hamburgischen Bürgerschaft als Abgeordneter an.